# Bort-les-Orgues
Bort-les-Orgues este o comună în departamentul Corrèze din centrul Franței. În 2009 avea o populație de 3.088 de locuitori.

## Evoluția populației
| An        | 1975  | 1982  | 1990  | 1999  | 2006  | 2009  |
| --------- | ----- | ----- | ----- | ----- | ----- | ----- |
| Populație | 5.075 | 4.509 | 4.208 | 3.534 | 3.260 | 3.088 |